# Landschaftsschutzgebiet Kulturlandschaftskomplex Küstelberg

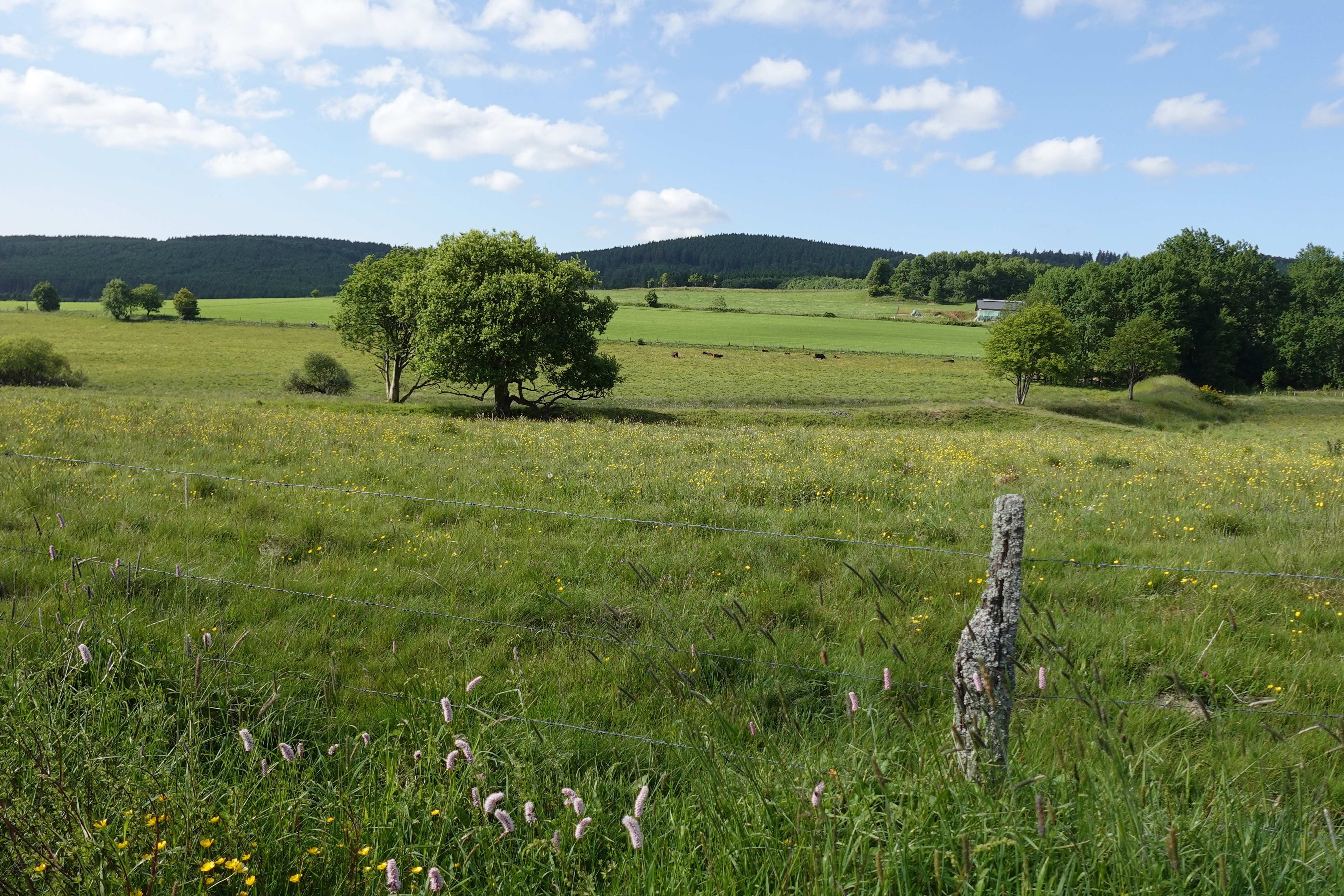
Bereich vom Landschaftsschutzgebiet Kulturlandschaftskomplex Küstelberg nördlich vom Naturschutzgebiet Neue Born – Oberes Hilletal

Das Landschaftsschutzgebiet Kulturlandschaftskomplex Küstelberg mit 107,64 ha Flächengröße liegt im Stadtgebiet von Medebach und im Hochsauerlandkreis. Das Gebiet wurde 2003 mit dem Landschaftsplan Medebach durch den Kreistag des Hochsauerlandkreises als Landschaftsschutzgebiet (LSG) ausgewiesen. Das LSG ist eines von 13 Landschaftsschutzgebieten in der Stadt Medebach. In der Stadt gibt es ein Landschaftsschutzgebiet vom Typ A, Großräumiger Landschaftsschutz bzw. Allgemeiner Landschaftsschutz, neun Landschaftsschutzgebiete vom Typ B, Ortsrandlagen, Landschaftscharakter und drei Landschaftsschutzgebiete vom Typ C, Wiesentäler und ornithologisch bedeutsames Offenland. Das Landschaftsschutzgebiet Kulturlandschaftskomplex Küstelberg wurde als Landschaftsschutzgebiet vom Typ B ausgewiesen. Das LSG liegt westlich, nördlich und nordöstlich von Küstelberg und besteht aus vier Teilflächen. Das LSG geht bis an den Dorfrand. Im Westen geht es bis an die Stadtgrenze. Das LSG gehört zum Europäischen Vogelschutzgebiet Medebacher Bucht und zum Naturpark Sauerland-Rothaargebirge.

## Beschreibung
Das LSG umfasst vorherrschend Grünland, Mähweiden vom Typ relativ artenarmer Gold- und Glatthaferwiesen, durchsetzt von einigen Kleingehölzen wie Baumreihen und Feldgehölzen. Das LSG sichert den offenen Landschaftscharakter der Flächen im Umfeld vom Naturschutzgebiet Neue Born – Oberes Hilletal.

## Schutzzweck
Die Ausweisung erfolgte zur Sicherung und Erhaltung der natürlichen Erholungseignung und der Leistungsfähigkeit des Naturhaushaltes gegenüber den vielfältigen zivilisatorischen Ansprüchen an Natur und Landschaft. Schaffung eines leistungsfähigen Umgebungsschutzes (ökologische Pufferzone) für die strenger geschützten Teile der Stadt Medebach, auch und insbesondere für die Natura-2000-Flächen im Sinne der Fauna-Flora-Habitat-Richtlinie und der Vogelschutzrichtlinie.

## Rechtliche Vorschriften
Wie in den anderen Landschaftsschutzgebieten im Stadtgebiet besteht im LSG ein Verbot, Bauwerke zu errichten. Vom Verbot ausgenommen sind Bauvorhaben für Gartenbaubetriebe, Land- und Forstwirtschaft. Die Untere Naturschutzbehörde kann Ausnahmegenehmigungen für Bauten aller Art erteilen. Wie in den anderen Landschaftsschutzgebieten vom Typ B in Medebach besteht im LSG ein Verbot der Erstaufforstung sowie das Verbot, Weihnachtsbaum-, Schmuckreisig- und Baumschul-Kulturen anzulegen. Es besteht das Gebot, das LSG durch landwirtschaftliche Nutzung oder geeignete Pflegemaßnahmen von Bewaldung frei zu halten. Ferner besteht das Gebot, Brachflächen sektoral im Turnus von drei Jahren zu mähen, um eine Verbuschung zu verhindern. Die Mahd darf nicht vor dem 1. August durchgeführt werden und das Mähgut muss abgefahren werden.